# Афанасьевское сельское поселение (Архангельская область)
Афана́сьевское се́льское поселе́ние или муниципа́льное образова́ние «Афана́сьевское» — упразднённое муниципальное образование со статусом сельского поселения в Верхнетоемском муниципальном районе Архангельской области России.
Соответствовало административно-территориальным единицам в Верхнетоемском районе — Афанасьевскому (с центром в селе Вознесенское) и Нижнетоемскому (с центром в деревне Бурцевская) сельсоветам.
Административный центр — село Вознесенское.
Законом Архангельской области от 26 апреля 2021 года № 413-25-ОЗ с 1 июня 2021 года упразднено в связи с преобразованием Верхнетоемского муниципального района в муниципальный округ.

## География
Афанасьевское сельское поселение находится на севере Верхнетоемского района, на левом и правом берегах реки Северная Двина. Также выделяются притоки Двины, реки Нижняя Тойма, Юмиж, Верхняя Лача, Нижняя Палаша, Верхняя Палаша, Нюхмиж. Площадь территории поселения составляет 1758 км². Правобережная часть граничит на севере с Борецким сельским поселением Виноградовского района, левобережная — с Пучужским сельским поселением.

## История
Муниципальное образование было образовано в 2006 году.
В 1552 году тоемские земли вошли в состав Подвинского стана Важского уезда. В 1676 году в состав Нижнетоемской волости входила и Ирщина (будущая Афанасьевская волость, без Юмижа). В 1900 году Афанасьевская волость была самой населённой в 3 стане Сольвычегодского уезда Вологодской губернии. В январе 1918 года в селе Вознесенское был образован Афанасьевский Совет крестьянских и солдатских депутатов, председателем которого был избран Пётр Водовозов. После избрания волисполкома, в Афанасьевской волости решено было создать артели, занимающиеся теми ремёслами или промыслами, что давно сложились в здешних селах и деревнях. Постановлением НКВД РСФСР от 24 июля 1918 года волости Сольвычегодского уезда были включены в состав Северо-Двинской губернии. 10 апреля 1924 года, на основании Декрета ВЦИК РСФСР «Об административном делении Северодвинской губернии», было отменено уездное и волостное деление, а в созданном Верхнетоемском районе Северо-Двинской губернии были образованы Афанасьевский, Нижнетоемский, Савино-Борисовский и Юмижский сельсоветы. 9 декабря 1995 года в деревне Власьевская была зарегистрирована община Русской православной старообрядческой церкви.

## Население
| 1970  | 1979  | 1992  | 2001  | 2002  | 2003  | 2004  |
| ----- | ----- | ----- | ----- | ----- | ----- | ----- |
| 1324  | ↘1227 | ↗1369 | ↘1300 | ↘1232 | ↘1198 | ↘1170 |
| 2010  | 2011  | 2012  | 2013  | 2014  | 2015  | 2016  |
| ↗1609 | ↘1603 | ↘1529 | ↘1497 | ↗1524 | ↘1465 | ↘1408 |
| 2017  | 2018  | 2019  | 2020  | 2021  |       |       |
| ↘1346 | ↘1269 | ↘1224 | ↘1194 | ↘1167 |       |       |

Численность населения муниципального образования 1603 человека (2011 год). В 2009 году было 1800 человек. В 2006 году было 2123 человека.

## Населённые пункты
| - Аввакумовская - Автомоновская - Алексеевская - Бараниха - Большая Панфиловская - Борисовская - Борисовская 2-я - Борисовская 3-я - Боровина (Качем) - Бурцевская | - Васино - Верхоиковская - Власьевская - Вознесенское (Афанасьевская боярщина) - Георгиевская - Дроздовская - Ивано-Осиевская - Каменный Нос - Коллективный - Кондратовская | - Копытовская - Красногорская - Кузьминская - Лукинская - Митронинская - Модестовская - Набережная - Наволоцкая - Нижний Ручей - Николаевское Село (Юмиж) | - Осиевская - Останская - Першинская - Прилуковская - Сплавной (Нижняя Тойма) - Степановская (Нижняя Тойма) - Узлиха (Качем) - Фатьяновская - Часовенская |  |

### История
- Подчинённые пункты Афанасьевского сельсовета (Справочник административного деления Архангельской области в 1939—1945 годах)
- Подчинённые пункты Нижнетоемского сельсовета (Справочник административного деления Архангельской области в 1939—1945 годах)
- Подчинённые пункты Прилуцкого сельсовета (Справочник административного деления Архангельской области в 1939—1945 годах)
- Подчинённые пункты Савино-Борисовского сельсовета (Справочник административного деления Архангельской области в 1939—1945 годах)
- Подчинённые пункты Юмижского сельсовета (Справочник административного деления Архангельской области в 1939—1945 годах)

### Карты
- Топографическая карта P-38-53,54. Зеленник